# Chrysoprasis principalis
Chrysoprasis principalis là một loài bọ cánh cứng trong họ Cerambycidae.